# Isocarliella musica
Isocarliella musica är en insektsart som beskrevs av Cândido Firmino de Mello-Leitão 1940. 
Isocarliella musica ingår i släktet Isocarliella och familjen vårtbitare. Inga underarter finns listade i Catalogue of Life.